# Église de l'Assomption de Cudot
L'église Notre-Dame-de-l'Assomption de Cudot est une église catholique située à Cudot, en France. Elle est dédiée à l'Assomption et dépend de l'archidiocèse de Sens-Auxerre.

## Localisation
L'église est située dans le département français de l'Yonne, sur la commune de Cudot.

## Description

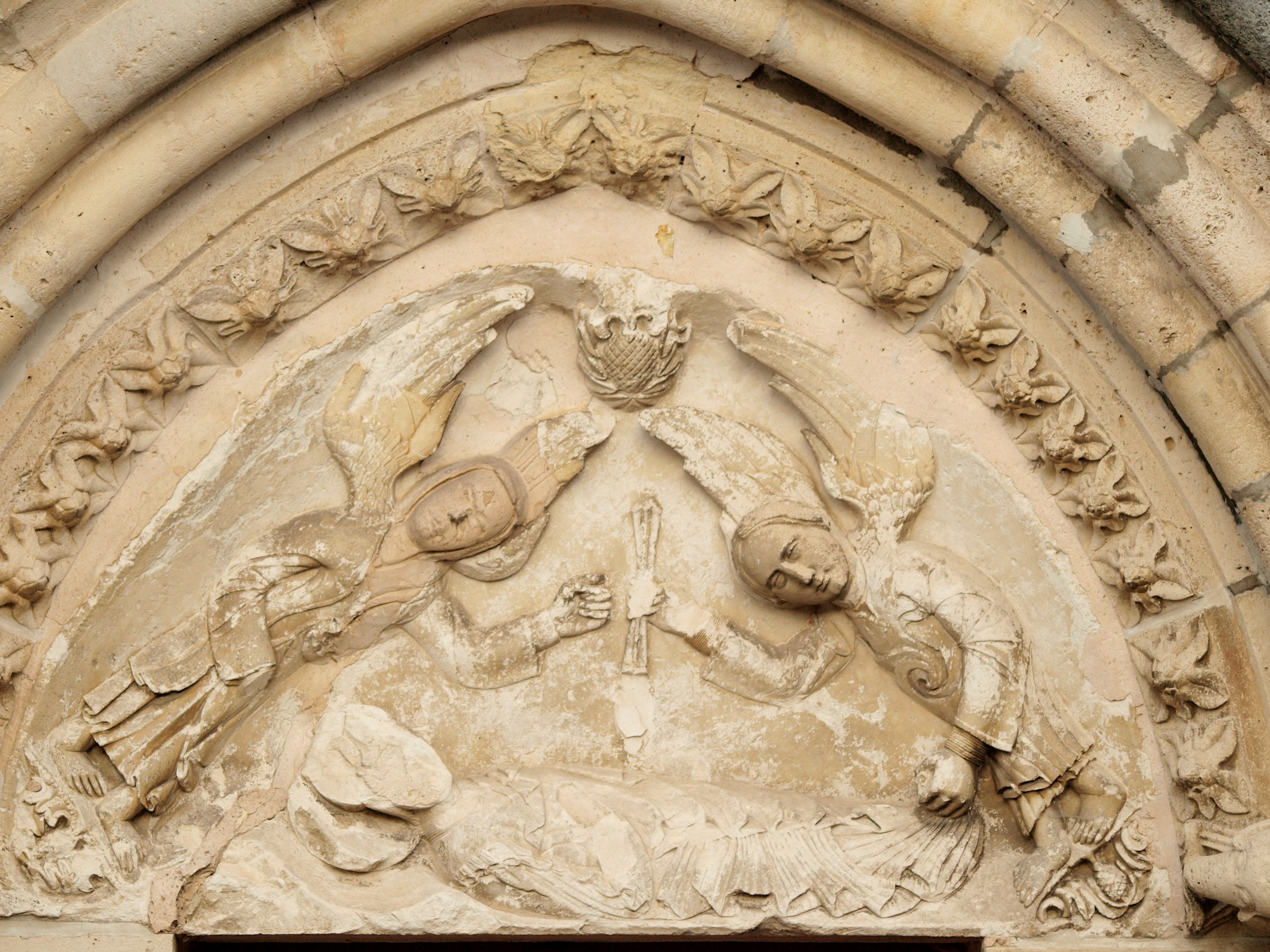
Tympan au-dessus du portail représentant la Dormition de la Vierge (XIIIe siècle).

L'église est connue pour son pèlerinage annuel (le lundi de Pentecôte) à sainte Alpais, bergère du Moyen Âge devenue ascète à Cudot, après avoir été accusée d'être atteinte de la lèpre par ses frères.
L'église est un monument historique du XIIe siècle. La statue de sainte Alpais qui coiffe le pignon de la façade de l'église a été érigée en 1874, année de la reconnaissance de la vénération multiséculaire d'Alpais par Pie IX. Sur le tympan du portail, deux anges entourent la Vierge, dans sa Dormition, avec des voussures de fleurs. Cette scène a été réalisée au XIIIe siècle du temps de l'archevêque de Sens, Pierre de Corbeil.

### Intérieur
On remarque le tombeau-reliquaire de la sainte près de l'autel. Le gisant du XIIIe siècle représentant la sainte repose sur un mausolée de calcaire, œuvre d'Émile Peynot (1850-1932). La châsse de sainte Alpais est en bronze doré. Elle a été réalisée par Louis Favier, orfèvre à Paris à la fin du XIXe siècle. Elle présente des petites statuettes sur les côtés : saint Cyrille (patron de l'abbé Boiselle, curé de Cudot et promoteur de la canonisation d'Alpais), sainte Geneviève, sainte Colombe, sainte Alpais, sainte Germaine, Pie IX; de l'autre côté, saint Benoît, saint Bernard, saint Jean, saint Thomas de Canterbury, Guillaume de Champagne, Alexandre III (pape du temps d'Alpais); sur les petits côtés, le Christ enseignant et la Vierge à l'Enfant.
Plusieurs objets sont classés, comme: 
- Tableau sur bois L'Adoration des Mages, daté de la fin du XVe ou du commencement du XVIe siècle. Classé monument historique au titre d'objet en 1992.

- Dalle funéraire du XIIIe siècle de Pierre Ier de Saint-Phalle, mort en 1275, représentant un chevalier tête nue, les mains jointes, vêtu d'un haubert de mailles et d'une cote descendant au-dessous des genoux. Les pieds sont appuyés sur un lévrier. L'épée repose le long de la jambe gauche. Classée monument historique au titre d'objet en 1992.

Inscription : CIGIST MESSIRES PIERRES DE SAINT FALA CHEVALIERS QVI TRAPASA LA SEVR VEILLE DE NOS ANLAN DE GRACE MCC LXXV CVI DIEVX FACE MERCI Z GARD DE MACANCH Q PRA POVR LI
- Dalle funéraire du XIIIe siècle de Pierre II de Saint-Phalle  mort en 1297, représentant un chevalier qui porte l'écu appuyé sur la jambe gauche et appuie les pieds sur un lionceau. Classée monument historique au titre d'objet en 1992. Inscription :

IGI GIES MESSIRES PIERRE DE SAINT FAVLE CHEVALIER QVI TRESPASAS AN LAN DE GRACE M IICC IIII xxZXVII LE DIE MINCHE DVVANS LA SAINT LUG.
- Dalle funéraire du 4e quart du XIIIe siècle d'Agnès, comtesse de Foins, femme de Pierre II de Saint-Phalle. Elle représente la défunte les mains jointes, les pieds reposant sur une levrette, un coussin sous la tête, coiffée d'un voile court sur lequel un bandeau forme couronne. Une aumônière pend à la ceinture. Elle est enveloppée d'un manteau en hermine, largement ouvert. Inscription :

CI GIST NOBLE DAME CONTESSE DE FOINS FV FAME MON SEIGNEVR PIERRES DE SAINT FALE NOTRES SIRES AIT LAME DE LVI ANIMA REQVIESCAT IN PACE.
- Dalle funéraire de la première moitié du XIIIe siècle de Ferry de Cudot. Elle représente un chevalier vêtu d'une très longue tunique. Son épée est posée à gauche ; à droite, son écusson à deux léopards rampants. Classée monument historique au titre d'objet en 1992. Inscription sur la bordure :

HIC IACET VIR NOBILIS BONE MEMORIE FERRICUS DE CUDOTI CUIUS ANIMA REQUIESCAT IN PACE.

## Illustrations

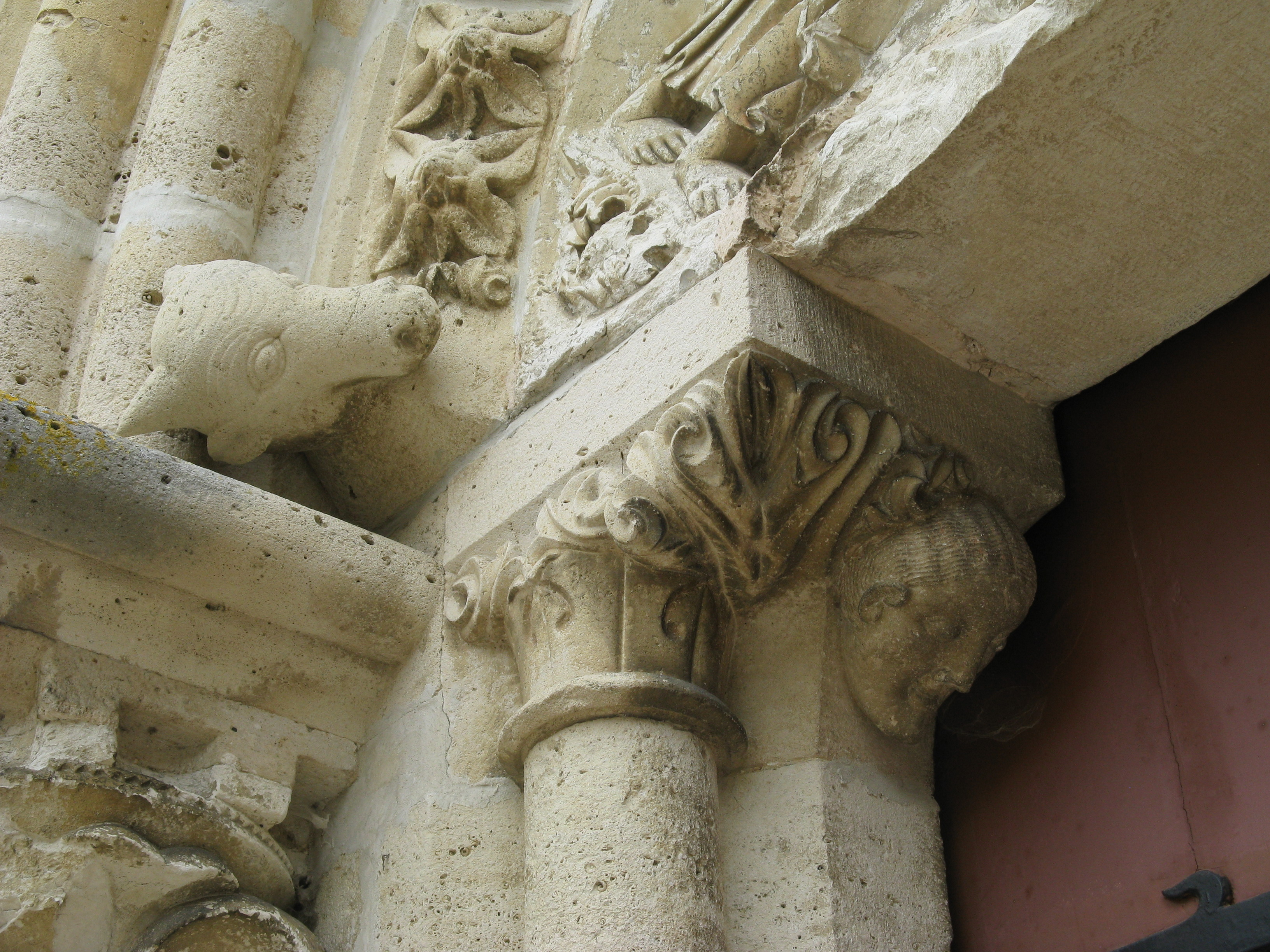
Détail du portail
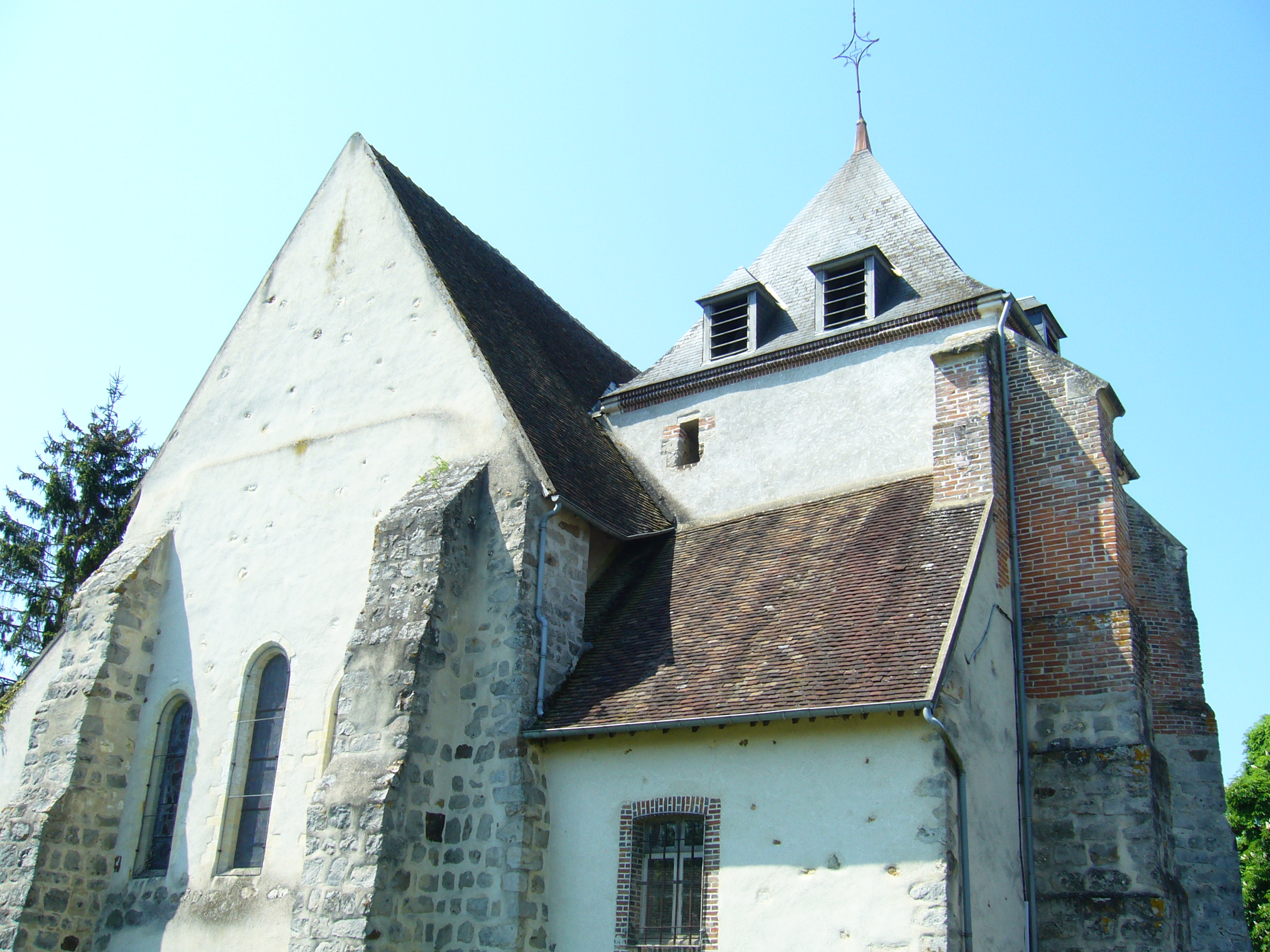
Arrière de l'église
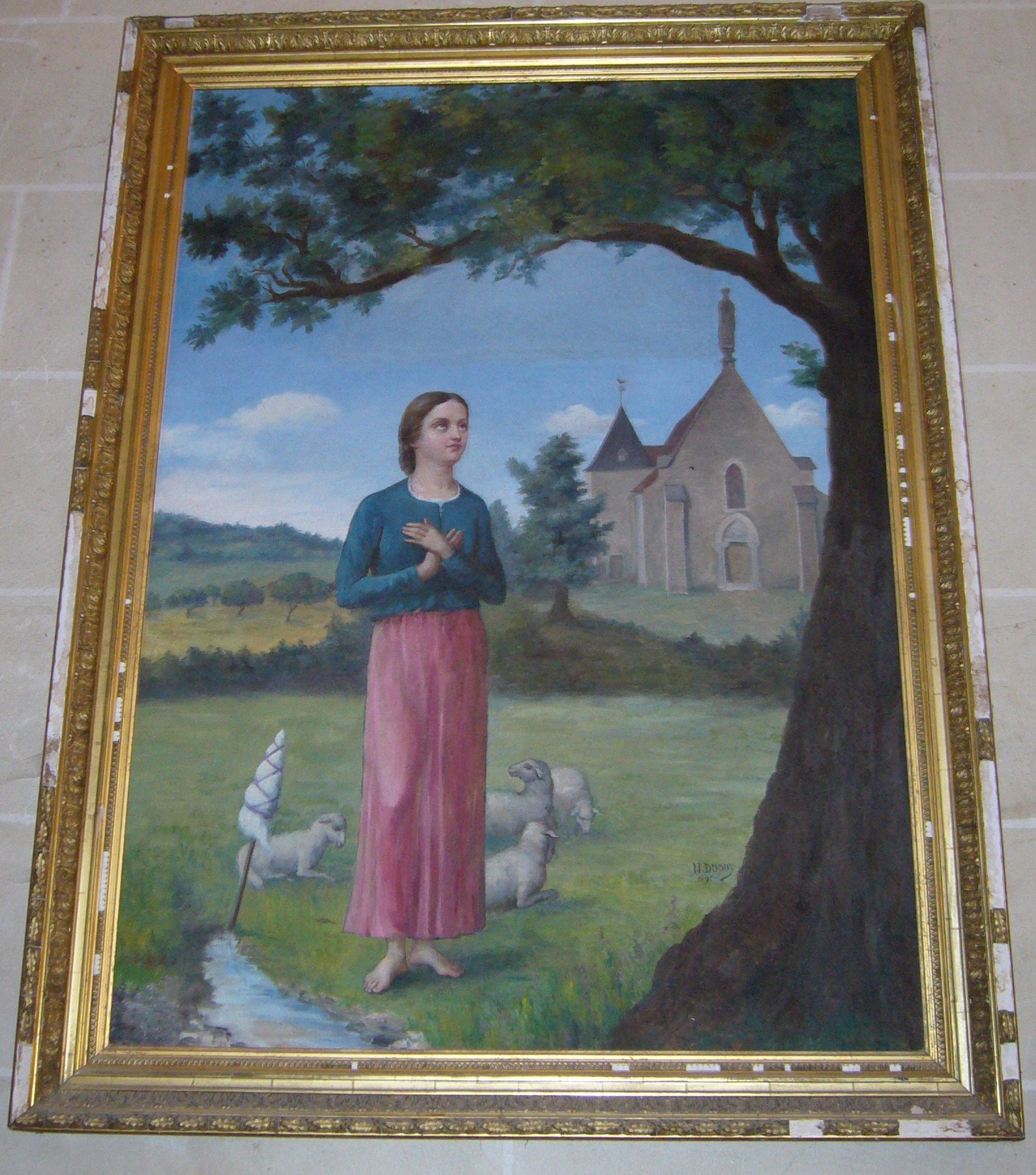
Tableau représentant sainte Alpais (XIXe siècle)
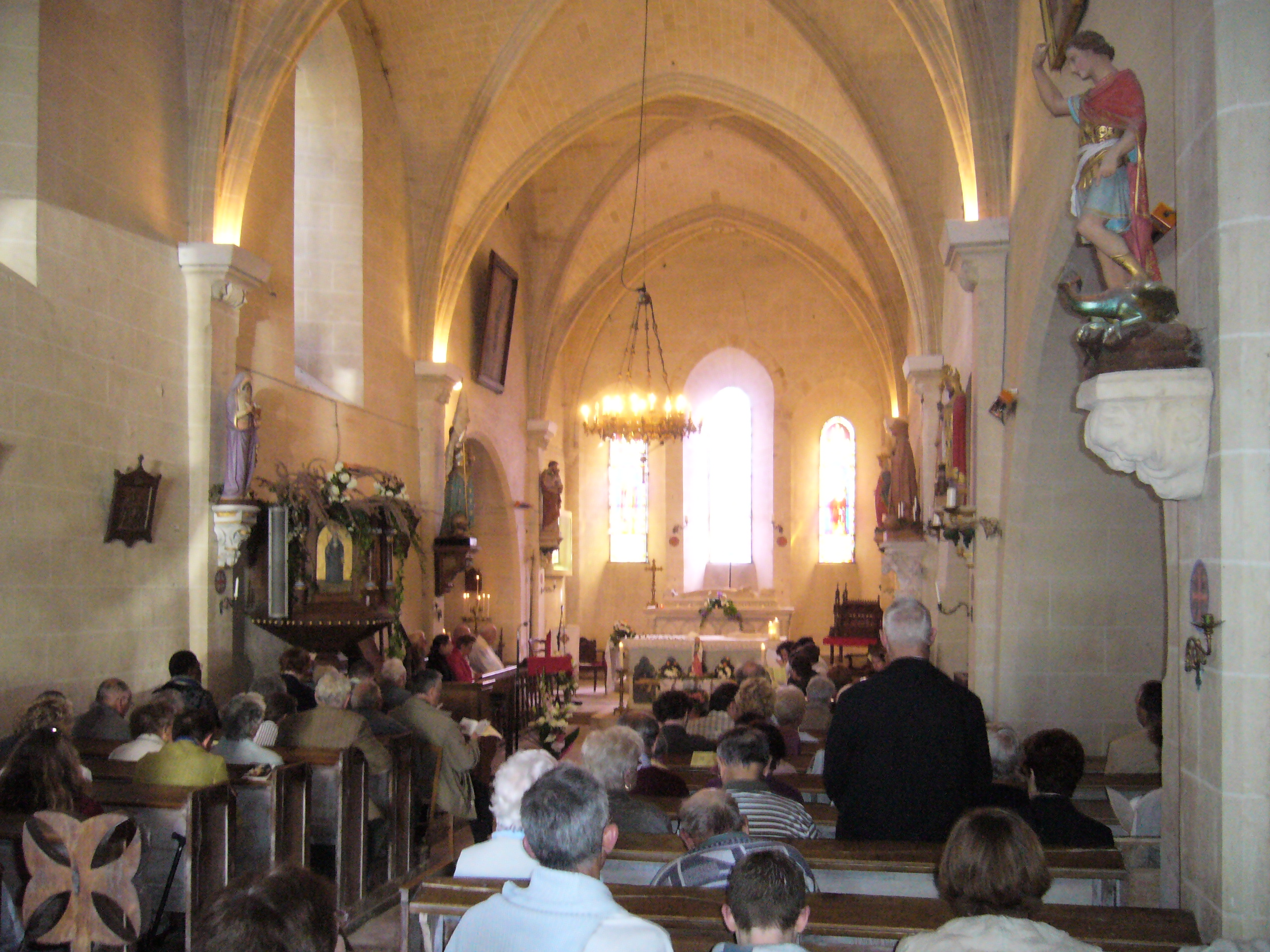
Intérieur de l'église
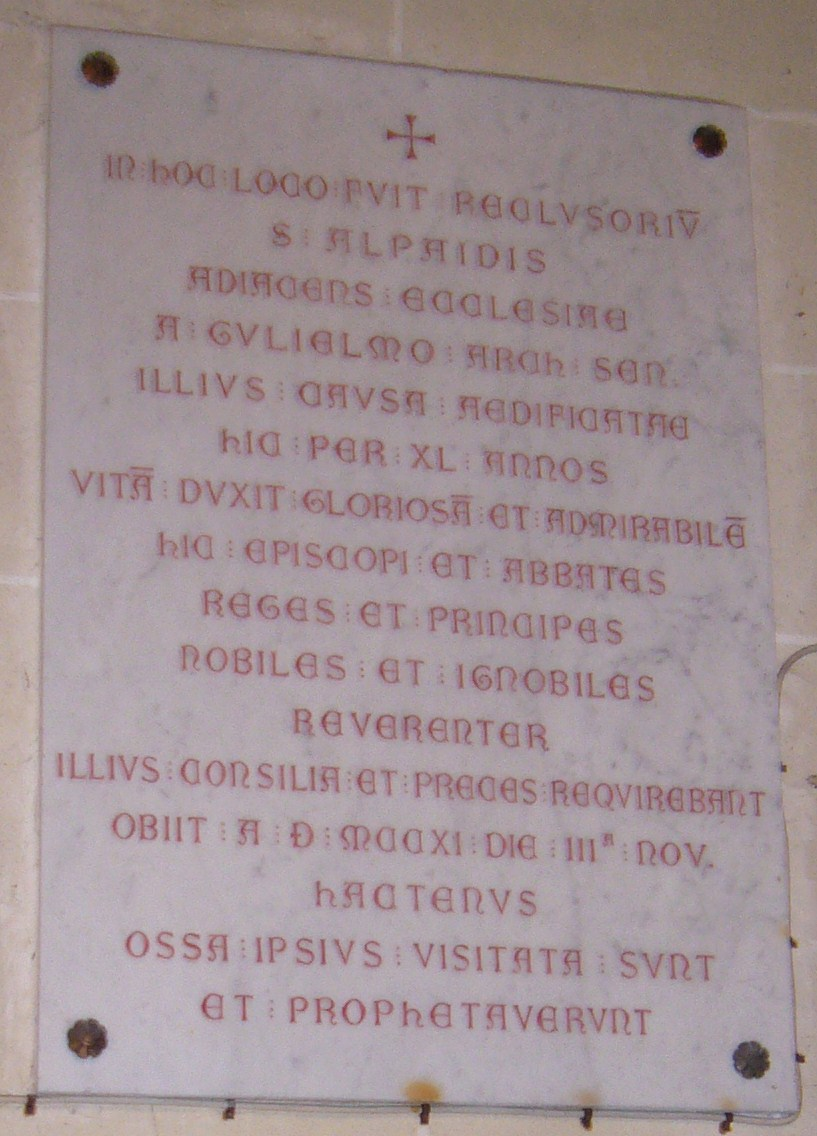
Plaque relatant la vie de sainte Alpais

## Historique
L'édifice est inscrit au titre des monuments historiques en 1976.